# Cortometrajes por la igualdad

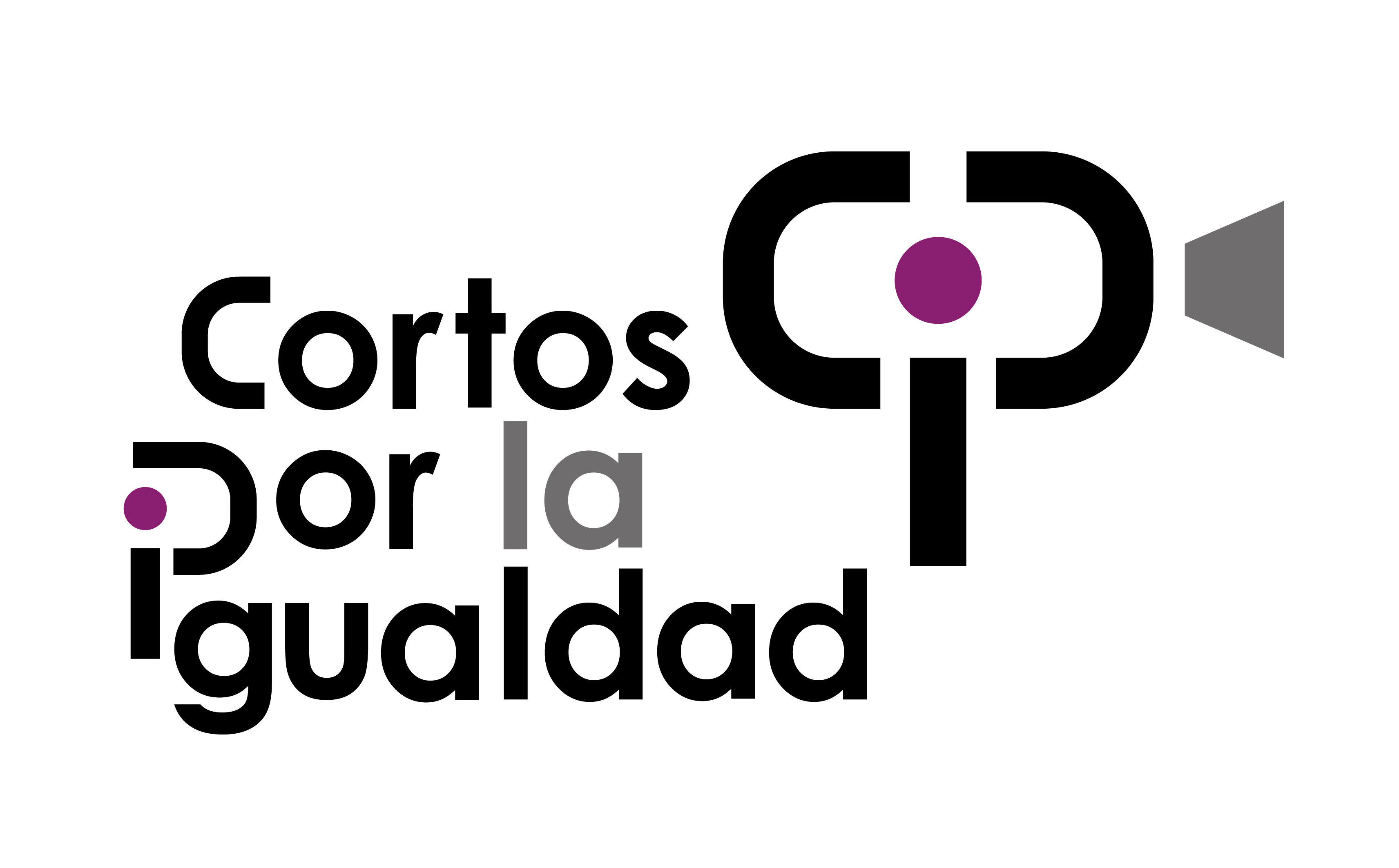
Logo del certamen.

Cortometrajes por la igualdad  es un proyecto de materiales audiovisuales relacionados con la discriminación de la mujer. Es una selección de cortometrajes de temáticas relacionadas con la discriminación de la mujer y su lucha por la igualdad efectiva y real. Este certamen se puso en marcha en el año 2006 y ahora celebra su X aniversario. El DVD resultante de esta selección, se presenta cada año, durante el mes de octubre, en  IVAC-La Filmoteca. 
Este proyecto está diseñado y apoyado por la Associació per la Coeducació, para dotar al profesorado, a las asociaciones de mujeres, a los ayuntamientos y a la sociedad en general, de una herramienta útil a la hora de sus campañas de sensibilización y concienciación en temas relacionados con la igualdad de las mujeres.  
Los temas de los que hay recogidos cortometrajes, son la conciliación de la vida familiar y laboral;  violencia de género, lenguaje sexista, discriminación social y laboral; autonomía de las mujeres, solidaridad entre mujeres, entre otros temas.  